# Ussaramanna
Ussaramanna (sardisk: Soramànna) er en by og en kommune (comune) i provinsen Sud Sardegna i regionen Sardinien i Italien. Byen ligger i 157 meters højde og har 547 indbyggere (2016). Kommunen har et areal på 9,76 km² og grænser til kommunerne Baradili, Baressa, Pauli Arbarei, Siddi og Turri.